# Ходаковский, Владимир Фёдорович
Владимир Фёдорович Ходаковский (род. 21 февраля 1947 года) — украинский политик, почетный ректор Херсонской Государственной Морской Академии, председатель Херсонской областной государственной администрации в 2004-5 гг.

## Биография
Родился 21 февраля 1947 года в с. Бургунка Бериславского р-на, Херсонской области, Украинской ССР.

### Образование и служба
В 1956—1965 — учёба в СШ-интернате, с. Львово Бериславского р-на Xерсонской области.
В 1970 окончил Херсонский Государственный Педагогический институт по специальности преподаватель химии и биологии.
В 1981 — Киевский филиал Высшей партийной школы при ЦК КПСС.
Женат. Жена — Тамара Александровна — пенсионерка, учитель английского языка. Трое детей.

### Профессиональная и политическая деятельность
В 1965—1969 — учитель биологии Новодудчанской ВШ Каховского р-на Xерсонской области.
В 1969—1974 — заведующий отделом, 1-й секретарь Каховского ГК ЛКСМУ.
В 1974—1981 — 2-й, 1-й секретарь Xерсонского областного комитета ЛКСМУ.
В 1981—1983 — председатель Суворовского райисполкома, Херсон.
В 1983—1991 — заведующий отделом науки и учебных заведений, секретарь Xерсонского обкома КПУ; инструктор ЦК КПСС, Москва.
С ноября 1991 — преподаватель, начальник заочного отдела Херсонского Морского колледжа.
С марта 1996 — начальник Херсонского Морского колледжа.
В 2000—2001 — заместитель главы Xерсонской облгосадминистрации.
С октября 2002 — председатель Херсонского областного Совета.
С 31 марта 2002 — депутат Xерсонского областного Совета.
30 мая 2002 — 11 ноября 2002 — Председатель Персональной комиссии по вопросам гуманитарной политики, гласности и
связей с общественными организациями в Херсонском областном совете.
11 октября 2004 — 17 января 2005 — глава Херсонской областной государственной администрации.

## Награды и звания
- Медаль «За трудовую доблесть» (1976)
- Грамота Президиума Верховного Совета УССР (1979)
- Орден Дружбы Народов (1981)
- Почетное звание «Заслуженный работник образования Украины» (1999)
- Знак «Почетный работник морского и речного транспорта» (2002)
- Орден «За заслуги III степени» (2004)
- Знак «Петра Могилы» МОН Украины (2007)
- Знак «Почетный работник транспорта Украины» (2009)
- Знак АПНУ «Ушинский К. Д.» (2009)
- Международный орден «Кирилла и Мефодия» Международной академии славянской письменности (2010)
- Орден «Святого Равноапостольного Князя Владимира Великого» III степени Киевского патриархата Украинской православной церкви (2011)
- Орден «За заслуги II степени» (2012)
- Орден «За заслуги I степени» (2015)[1]